# Antoon van Schendel
Antoon van Schendel (Lage Zwaluwe, Drimmelen, Brabant del Nord, 9 de maig de 1910 - Muret, França, 6 d'agost de 1990) va ser un ciclista neerlandès que fou professional entre 1935 i 1949. Era germà del també ciclista Antoon van Schendel. En el seu palmarès destaquen dues victòries d'etapa al Tour de França, el 1938 i 1939.

## Palmarès
- 1937
  - Vencedor d'una etapa del Circuit de l'Oest
- 1938
  - Vencedor d'una etapa del Tour de França
  - Vencedor d'una etapa de la París-Niça
  - Vencedor d'una etapa del Tour del Sud-oest
- 1939
  - Vencedor d'una etapa del Tour de França
- 1941
  - Vencedor d'una etapa del Circuit de Midi

### Resultats al Tour de França
- 1936. 32è de la classificació general
- 1937. 33è de la classificació general
- 1938. 50è de la classificació general. Vencedor d'una etapa
- 1939. 38è de la classificació general. Vencedor d'una etapa